# Ilex arimensis
Ilex arimensis là một loài thực vật có hoa trong họ Aquifoliaceae. Loài này được (Loes.) Britton ex R.O.Williams mô tả khoa học đầu tiên năm 1930.